# Елідоу (Іллінойс)
Елідоу (англ. Aledo) — місто (англ. city) в США, в окрузі Мерсер штату Іллінойс. Населення — 3633 особи (2020).

## Географія
Елідоу розташований за координатами 41°11′55″ пн. ш. 90°44′39″ зх. д. / 41.19861° пн. ш. 90.74417° зх. д. (41.198529, -90.744040).  За даними Бюро перепису населення США в 2010 році місто мало площу 6,19 км², з яких 6,16 км² — суходіл та 0,03 км² — водойми.

## Демографія
Згідно з переписом 2010 року, у місті мешкало 3640 осіб у 1568 домогосподарствах у складі 947 родин. Густота населення становила 588 осіб/км².  Було 1677 помешкань (271/км²).
Расовий склад населення:
| - 98,5 % — білих - 0,6 % — чорних або афроамериканців - 0,3 % — азіатів |

До двох чи більше рас належало 0,4 %. Частка іспаномовних становила 1,2 % від усіх жителів.
За віковим діапазоном населення розподілялося таким чином: 21,1 % — особи молодші 18 років, 54,4 % — особи у віці 18—64 років, 24,5 % — особи у віці 65 років та старші. Медіана віку мешканця становила 45,8 року. На 100 осіб жіночої статі у місті припадало 90,4 чоловіків;  на 100 жінок у віці від 18 років та старших — 84,0 чоловіків також старших 18 років.
Середній дохід на одне домашнє господарство  становив 54 071 долар США (медіана — 46 216), а середній дохід на одну сім'ю — 67 500 доларів (медіана — 66 250). Медіана доходів становила 51 331 долар для чоловіків та 31 250 доларів для жінок. За межею бідності перебувало 10,8 % осіб, у тому числі 6,8 % дітей у віці до 18 років та 1,7 % осіб у віці 65 років та старших.
Цивільне працевлаштоване населення становило 1540 осіб. Основні галузі зайнятості: освіта, охорона здоров'я та соціальна допомога — 26,4 %, виробництво — 14,9 %, роздрібна торгівля — 10,6 %, будівництво — 8,2 %.